# Parti humaniste de l'Uruguay
Pour les articles homonymes, voir Parti humaniste.
Le Parti humaniste de l'Uruguay (Partido Humanista Uruguayo) a été fondé le 23 mai 1998 à Montevideo. Il fait partie de l'Assemblée populaire, coalition d'extrême-gauche. 
Aux élections primaires de 2004, son candidat pour la présidentielle, Daniel Rocca, n'obtint que 118 votes, en dessous du seuil des 500 voix nécessaires pour être autorisé à se présenter aux élections d'octobre. Il s'est intégré par la suite à l'Assemblée populaire, présentant aux élections générales de 2009 la liste 1 969, menée par l'avocat travailliste Helios Sarthou (ex-membre du Mouvement de participation populaire et du Courant de gauche) et Jorge Mirone, qui ne réussirent pas à se faire élire. Il obtint 1 092 voix lors de ces élections.